# Tevere Roma
Tevere Roma – włoski klub piłkarski, mający swoją siedzibę w stolicy kraju - Rzymie.

## Historia
Chronologia nazw:
- 1959: Associazione Sportiva Tevere Roma
- 1964: Unione Sportiva Tevere Roma
- 1978: Tevere Roma 1959 - po reorganizacji
- 1991: Urbe Roma
- 2012: Associazione Sportiva Tevere Roma

Piłkarski klub A.S. Tevere Roma został założony w Rzymie w 1959 roku na bazie rozwiązanego klubu SC FEDIT. W sezonie 1959/60 startował w Serie C, zajmując 12.miejsce w grupie B. W 1964 zmienił nazwę na U.S. Tevere Roma, a po zakończeniu sezonu 1964/65, w którym zajął 18.miejsce w grupie C, został oddelegowany do Serie D. W sezonie 1972/1973 zajął 17.miejsce w grupie F i spadł do Promozione. W sezonie 1977/78 został sklasyfikowany na 13.miejscu.
Od swojego powstania klub zawsze walczył głównie w Serie C lub Serie D, aż do 1978 roku, kiedy prezydent Crociani sprzedał miejsce ligowe dla Castelgandolfo, po czym rozwiązał klub, a następnie utworzył Tevere Roma 1959.
Potem klub występował w rozgrywkach regionalnych. W 1991 roku klub zmienił nazwę na Urbe Roma, a w roku 2012 powrócił do nazwy Tevere Roma.

## Sukcesy

### Trofea międzynarodowe
Nie uczestniczył w rozgrywkach europejskich (stan na 31-12-2016).

### Trofea krajowe
| \| \| Zdobyte trofea w rozgrywkach Włoch (stan na: 31-05-2017) \| |                                                          |      |          |
| Rozgrywki                                                         | Osiągnięcie                                              | Razy | Sezon(y) |
| · Mistrzostwo                                                     | I miejsce                                                | 0    |          |
| · Mistrzostwo                                                     | II miejsce                                               | 0    |          |
| · Mistrzostwo                                                     | III miejsce                                              | 0    |          |
| · Puchar                                                          | zdobywca                                                 | 0    |          |
| · Puchar                                                          | finalista                                                | 0    |          |
| II liga                                                           | I miejsce                                                | 0    |          |
| II liga                                                           | II miejsce                                               | 0    |          |
| II liga                                                           | III miejsce                                              | 0    |          |
| Włochy                                                            | Zdobyte trofea w rozgrywkach Włoch (stan na: 31-05-2017) |      |          |

- Serie C:
  - 6.miejsce: 1960/61 (grupa B)

## Stadion
Klub rozgrywa swoje mecze domowe na stadionie Arena w Rzymie, który może pomieścić 300 widzów.